# 穆邪利
穆邪利，小字黃花，后字舍利。為北齐后主高纬的第三位皇后，幼主高恒的母親。

## 生平
穆邪利的母亲轻霄，原本是穆子伦的婢女，姿色出眾，后到侍中宋钦道家当婢女，因通姦而生下穆邪利（一说即宋钦道女）。宋钦道伏诛，穆邪利没入宫中，成为高纬的第一位皇后斛律氏的侍女。不久，穆邪利因美貌如花，而受高纬的宠爱，初为弘德夫人，宫内称为“舍利太监”。570年六月生下兒子高恒。穆邪利最后对亲生母亲轻霄不相认。
572年十月，在高纬乳母陆令萱的帮助下，穆邪利被高纬立为左皇后。573年二月立为皇后。陆令萱的儿子骆提婆为了讨好穆邪利，将自己改姓“穆”。
后来，高纬宠爱侍女冯小怜，一度想废黜穆邪利，立冯小怜为皇后。因为北周进攻，没有成行。
577年正月，北周攻陷晋阳，高纬传位幼主高恒，高恒尊母亲穆邪利为太上皇后。高恒即位25日后，北齐京师邺城沦陷，北齐灭亡。穆邪利的后半生没有记载。

## 延伸阅读
[在维基数据编辑]
 《北史·卷014》，出自李延壽《北史》